# Дакоро (город, Нигер)
Дакоро (фр. Dakoro) — город в Нигере, в регионе Агадес, в департаменте Дакоро. Население — 56 958 чел. (2010).
Город является центром одноимённого департамента.

## География
Дакоро находится на юге Нигера, в зоне Сахеля. Граничит с коммунами Азагор на севере и Бирни-Лалле на западе, юге и востоке. На местных пустынных почвах произрастают в основном акации и баланитесы.
Климат очень жаркий и засушливый.
| Показатель                    | Янв. | Фев. | Март | Апр. | Май  | Июнь | Июль | Авг. | Сен. | Окт. | Нояб. | Дек. | Год  |
| ----------------------------- | ---- | ---- | ---- | ---- | ---- | ---- | ---- | ---- | ---- | ---- | ----- | ---- | ---- |
| Средний суточный максимум, °C | 30,7 | 33,8 | 37,3 | 39,8 | 39,8 | 37,7 | 33,9 | 32,4 | 34,1 | 36,6 | 34,2  | 31,1 | 35,1 |
| Средняя температура, °C       | 22,4 | 25,0 | 28,9 | 32,0 | 32,7 | 31,2 | 28,3 | 27,1 | 28,0 | 28,8 | 25,9  | 22,9 | 27,8 |
| Средний суточный минимум, °C  | 14,1 | 16,2 | 20,6 | 24,2 | 25,7 | 24,8 | 22,8 | 21,8 | 22,0 | 21,0 | 17,7  | 14,7 | 20,5 |
| Норма осадков, мм             | 0    | 0    | 0    | 1    | 12   | 28   | 100  | 121  | 41   | 2    | 0     | 0    | 305  |
| Источник: Climate-Data.org    |      |      |      |      |      |      |      |      |      |      |       |      |      |

В административном плане город разделён на 14 районов. Помимо них, коммуна Дакоро включает в себя несколько десятков деревень, сёл и местечек. Районы: Абаджи 1, Абаджи 2, Балака, Дан-Бако-Аллассане, Хашиму-Шипкау, Курми, Магагин-Гари, Административный квартал, Рубукауа, Сабон-Гари-Махаман, Такал-Мауа, Тсауна, Зонгон-Магугу и Зонгон-Саллах.

## История
Дакоро был основан в 1890-е гг. представителями народа хауса, пришедшими из регионов нынешних Агадеса и Тахуа. В 1960 г., после обретения Нигером независимости, город стал центром одноимённого района, с 1964 г. — округа, с 1998 г. — департамента.

## Население
По данным на 2010 год, численность населения Дакоро составляла 56 958 человек, из них 28 434 — мужчины и 28 524 женщины. В городе проживают представители разных народов, наиболее многочисленными являются туареги и фульбе.

## Экономика
Основными секторами местной экономики являются сельское хозяйство и торговля. В окрестностях города выращивают пшено, сорго и коровий горох (вигну). Недостаток полезных для деятельности человека земель приводит к конфликтам между сеятелями и животноводами. В центре Дакоро работает рынок скота. Торговые связи города протягиваются на север — в Ливию, и на юг — через Диффу, Гуре и Маради — в Нигерию. Главные продовольственные рынки находятся в деревнях Гугу и Интуила. С 1998 г. действует Центр кузнечного и ремесленного дела.
Через город проходит трасса № 30, идущая до Шадакори в департаменте Гидан-Румджи, где она соединяется с трассой № 1.